# Bărăști, Alba
Bărăști este un sat în comuna Albac din județul Alba, Transilvania, România. La recensământul din 2002 avea o populație de 159 locuitori. Exploatare de marmură. Fabrică de butoaie.